# Webmaster (magazyn)
Webmaster – miesięcznik na temat tworzenia serwisów WWW, który ukazywał się wyłącznie w Internecie od października 1999 do czerwca 2000.
Patronem pisma był dwutygodnik PCkurier, zaś wydawcą Lupus. Redaktorem naczelnym pisma został Paweł Wimmer.
Magazyn był próbą stworzenia pierwszego w Polsce pisma fachowego dla osób zajmujących się w ogólnym rozumieniu zawodem webmastera. Dotąd istniały na rynku polskim wyłącznie pisma skierowane do szerszej publiczności (jak Magazyn WWW lub Magazyn Internet). Webmaster zawierał m.in. opisy narzędzi, komentarze do specyfikacji (np. XML), porady, rozwiązania, recenzje książek, rozważania na temat prawa autorskiego. Dostęp do magazynu był darmowy. Po dziewięciu miesiącach wydawanie pisma zostało zawieszone, z przyczyn organizacyjnych. Publikacja pisma wyłącznie w Internecie, które mimo to pociągało za sobą koszty (np. honoraria autorskie) przestała być opłacalna dla wydawcy. W sieci do 2005 pozostał serwis pisma zawierający wszystkie numery archiwalne.